# Sychesia hora
Sychesia hora är en fjärilsart som beskrevs av Jordan 1916. Sychesia hora ingår i släktet Sychesia och familjen björnspinnare. Inga underarter finns listade i Catalogue of Life.